# Courte échelle

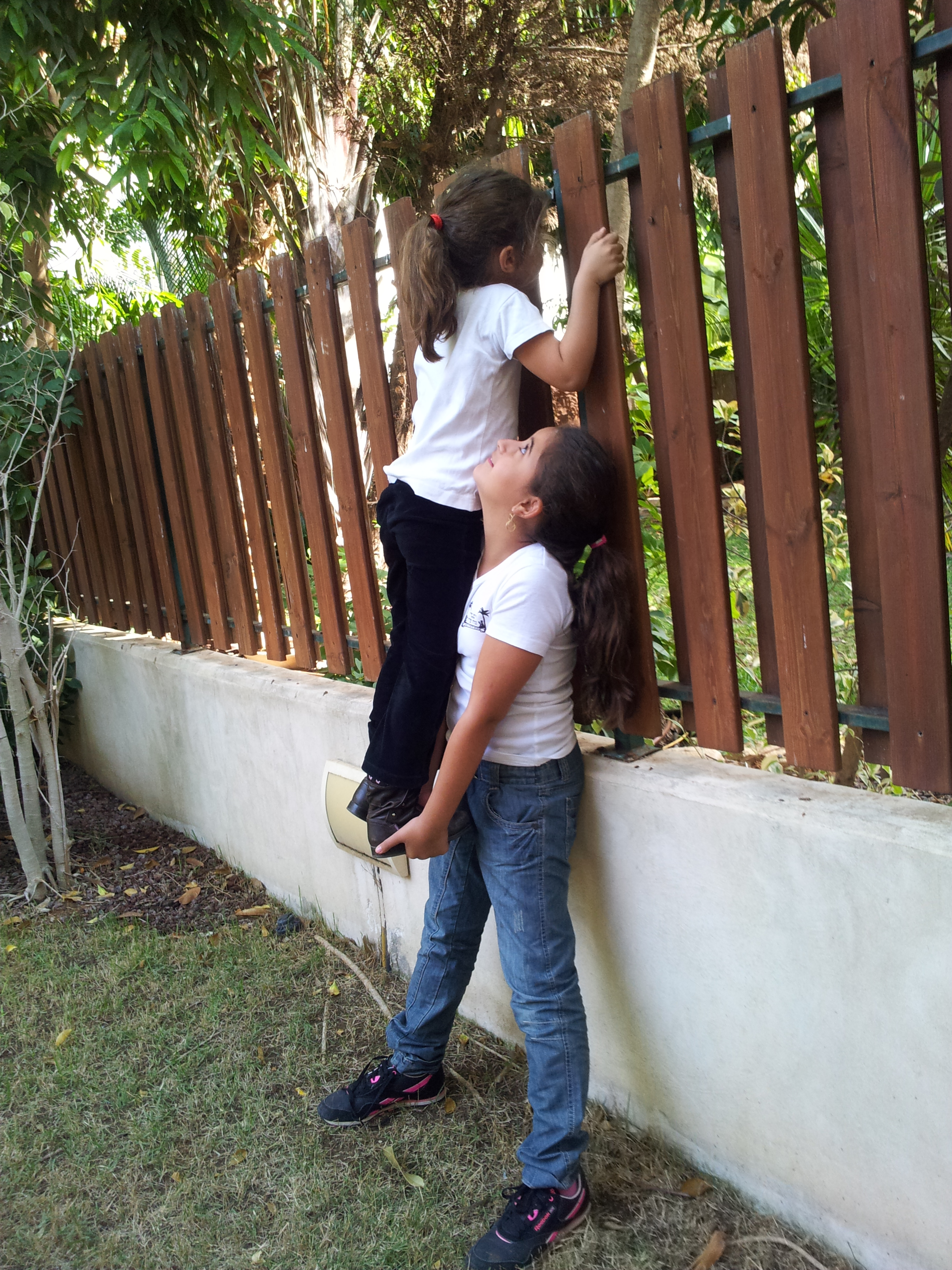
Courte échelle par jeu.

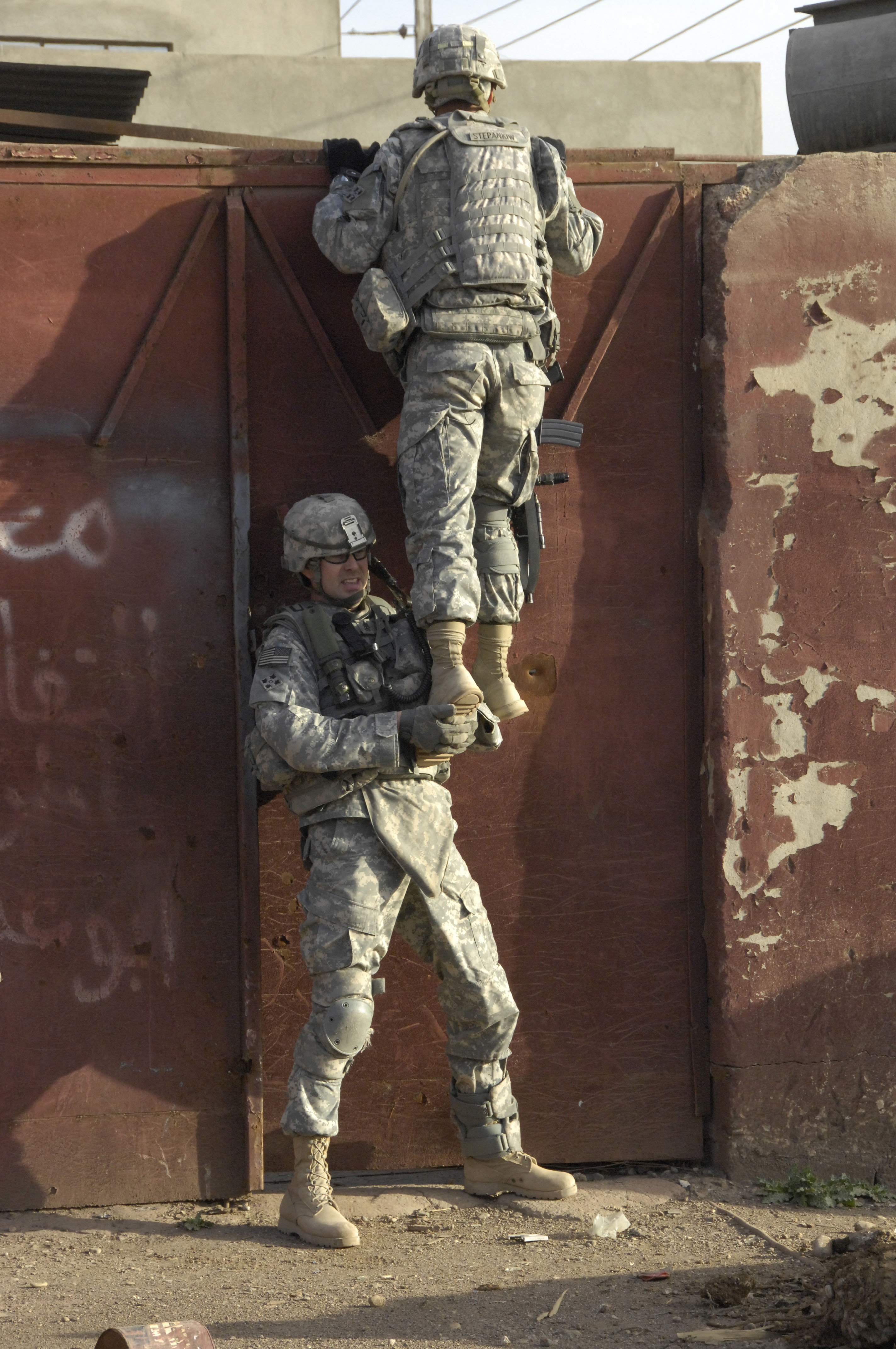
Courte échelle militaire.

La courte échelle est un mouvement d'escalade permettant à une personne accompagnée d'atteindre des points relativement hauts, et éventuellement de franchir des obstacles d'une taille appréciable. Elle consiste à prendre appui avec le pied sur les mains jointes de l'autre personne et à s'agripper avec ses mains à l'obstacle en question.